# Kagera
Kagera, znana tudi kot reka Akagera ali Aleksandrov Nil, je vzhodnoafriška reka, ki je del zgornjega povirja Nila in nosi vodo iz svojega najbolj oddaljenega izvira.:167.  Dolga je 597 km od izvira v jezeru Rweru v Ruandi.
Odsek reke z imenom Kagera se začne v Burundiju in priteče iz jezera Rweru. Iz jezera teče proti vzhodu vzdolž meja Ruanda-Burundi in Ruanda-Tanzanija do sotočja z reko Ruvubu. Vode Kagere tako zagotavljata dva glavna pritoka, Nyabarongo v Ruandi, ki napaja jezero Rweru, in Ruvubu v Burundiju. Ni znano, katera od teh dveh napajalnih rek je daljša in s tem končni izvir Nila. Od sotočja teče Kagera proti severu ob meji med Ruando in Tanzanijo, čez slapove Rusumo in skozi narodni park Akagera. Nato zavije proti vzhodu, sledi meji med Tanzanijo in Ugando in se izlije v Viktorijino jezero v Ugandi. Leta 1898 je bil Richard Kandt prvi Evropejec, ki je dosegel izvir Kagere.
Reka je imela vidno mesto v zgodovini držav, skozi katere teče, zlasti Ruande. Leta 1894 je Nemec Gustav Adolf von Götzen prečkal Kagero pri slapovih Rusumo, kar je označilo ruandsko kolonialno dobo, ki se je uradno začela leta 1899. Leta 1916, med prvo svetovno vojno, so Belgijci premagali Nemce in po isti poti vstopili v Ruando. Reka je mednarodno zaslovela leta 1994, ker je v Viktorijino jezero odnesla trupla iz genocida v Ruandi, zaradi česar so na območjih Ugande razglasili izredne razmere, kamor je ta trupla sčasoma naplavilo.

## Geografija
Kagera izvira v Burundiju in se izliva v Viktorijino jezero. To je največji posamezni dotok v jezero, ki prispeva približno 6,4 milijarde kubičnih metrov vode na leto (približno 28 odstotkov odtoka jezera). Kagera nastane ob sotočju Ruvuvuja in Nyabarongoja, blizu najsevernejše točke Tanganjiškega jezera. Tvori dele meja Burundi–Tanzanija, Ruanda–Tanzanija, Burundi–Ruanda in Tanzanija–Uganda. Ime je dobil narodni park Akagera v severni Ruandi in regija Kagera v Tanzaniji. Na reki so slapovi Rusumo, pomembna točka prehoda med Ruando in Tanzanijo. So v bližini mesta Rusumo.

## Ribe
Porečje reke Kagera je bogato z ribami. Od leta 2001 je bilo znanih vsaj 55 vrst samo iz ruandskega dela in dejansko število je verjetno višje. Poleg tega obstaja vsaj 15 neopisanih vrst haplokrominskih ciklidov, ki so endemični za nekatera jezera v zgornjih delih porečja. Zaradi številnih slapov in brzic so različni deli porečja reke Kagera jasno ločeni, kar otežuje ali celo onemogoča gibanje rib med njimi.

### Genocid
Med genocidom v Ruandi leta 1994 je bila Kagera uporabljena za odstranjevanje trupel, ko je bilo na rečnih bregovih umorjenih na tisoče Tutsijev in Hutujev. Reka je masakrirana trupla prinesla v Viktorijino jezero, kar je povzročilo resno nevarnost za zdravje v Ugandi.